# African-American Film Critics Association Awards 2016
14. ročník udílení  African-American Film Critics Association Awards se konal 8. února 2017 v Taglyan Complex v Hollywoodu v Los Angeles. 

## Vítězové

### Žebříček nejlepších deseti filmů
1. Moonlight
2. Ploty
3. Skrytá čísla
4. Lion
5. La La Land
6. Zrození národa
7. Loving
8. Místo u moře
9. Za každou cenu
10. Královna z Katwe

### Žebříček nejlepších deseti televizních show
1. Queen Sugar
2. Underground
3. Atlanta
4. Nesvá
5. Luke Cage
6. This Is Us
7. Black-ish
8. The Get Down
9. Westworld
10. Survivor's Remorse

### Další kategorie
- Nejlepší herec: Denzel Washington – Ploty
- Nejlepší herečka: Ruth Negga – Loving
- Nejlepší režisér: Barry Jenkins – Moonlight
- Nejlepší film: Moonlight
- Nejlepší scénář: August Wilson – Ploty
- Nejlepší herec ve vedlejší roli: Mahershala Ali – Moonlight
- Nejlepší herečka ve vedlejší roli: Viola Davis – Ploty
- Nejlepší obsazení: Skrytá čísla
- Objev roku: Janelle Monáe – Moonlight a Skrytá čísla
- Nejlepší nezávislý film: Moonlight
- Nejlepší animovaný film: Zootropolis: Město zvířat
- Nejlepší dokument: 13th
- Nejlepší skladba: „Victory“ – Skrytá čísla
- Nejlepší televizní komedie: Atlanta
- Nejlepší televizní drama: Queen Sugar
- Nejlepší televizní kabelový seriál: Underground
- Nejlepší limitovaný seriál: Lemonade
- Speciální oceněn: Anthony Hemingway, Lee Daniels, Floyd Norman
- Ocenění Rogera Eberta: Michael Phillips
- Ocenění Ashley Boone: Vanessa Morrison